# Outta Control (Remix)
«Outta Control» — восьма пісня з другого студійного альбому американського репера 50 Cent, The Massacre. Ремікс, зовсім не схожий на оригінал, видали четвертим та останнім синглом з платівки, при цьому він присутній лише на спеціальному виданні The Massacre (замість оригіналу) та є бонус-треком на сьомому студійному альбомі Mobb Deep Blood Money.
У тексті композиції виконавець розповідає як він контролює поведінку людей під час своїх виступів у клубах, описуючи, як вони «виходять з-під контролю». Оригінал містить рядки із «Set It Off» у виконанні Strafe (Стівена Стендарда).
Через плутанину у версіях обидві пісні потрапили до Billboard Hot 100: оригінал — 92-та сходинка (лише за результатами цифрового продажу), ремікс — 6-те місце. Пісня стала дев'ятим окремком виконавця, що потрапив до топ-10 цього чарту.
The Game, колишній учасник G-Unit, записав на інструментал дис на табір G-Unit під назвою «Mr. Potato Head». Трек увійшов до його мікстейпу Ghost Unit.

## Відеокліп
У відео на Mobb Deep і 50 Cent можна помітити футболки з написом «GAME OVER», що символізує вихід Ґейма зі складу гурту. Дія відбувається в клубі. Фіфті телефонують, щоб вирішити, де їм зустрітися. Камео: M.O.P., Тоні Єйо, Olivia, Ллойд Бенкс, Young Buck, The Alchemist та Вінкі Райт.

## Список пісень
- Британський CD-сингл № 1[1]

1. «Outta Control» (Remix) (з участю Mobb Deep)
2. «Outta Control» (Album Version)

- Британський CD-сингл № 2[2]

1. «Outta Control» (Remix) (з участю Mobb Deep)
2. «Outta Control» (Album Instrumental)
3. «Outta Control» (Remix Instrumental)
4. «Outta Control» (Music Video)

## Чартові позиції

### Оригінальна версія
| Чарт (2005)          | Найвища позиція |
| -------------------- | --------------- |
| US Billboard Hot 100 | 92              |
| US Pop 100           | 54              |

### Ремікс
| Чарт (2005)                                   | Найвища позиція |
| --------------------------------------------- | --------------- |
| Австралія (ARIA)                              | 16              |
| Австрія (Ö3 Austria Top 40)                   | 18              |
| Валлонія (Ultratop 50 Валлонія)               | 22              |
| Велика Британія (The Official Charts Company) | 7               |
| Ірландія (IRMA)                               | 5               |
| Канада (Canadian Singles Chart)               | 6               |
| Нідерланди (Nederlandse Top 40)               | 27              |
| Нова Зеландія (RIANZ)                         | 12              |
| США (Billboard)                               | 6               |
| US Hot R&B/Hip-Hop Songs (Billboard)          | 11              |
| US Pop 100 (Billboard)                        | 15              |
| US Rap Songs (Billboard)                      | 5               |
| Фландрія (Ultratop 50 Фландрія)               | 10              |
| Швейцарія (Schweizer Hitparade)               | 10              |

### Річні чарти
| Чарт (2005)                                   | Найвища позиція |
| --------------------------------------------- | --------------- |
| Велика Британія (The Official Charts Company) | 95              |
| Нідерланди (Nederlandse Top 40)               | 181             |
| США (Billboard)                               | 78              |
| Швейцарія (Schweizer Hitparade)               | 68              |